# Estatua de George Whitefield
El Reverendo George Whitefield es una estatua monumental en el campus de la Universidad de Pensilvania en la ciudad de Filadelfia, en el estado de Pensilvania (Estados Unidos). Dedicada en 1919, fue diseñada por el escultor R. Tait McKenzie y honra a su homónimo George Whitefield, un clérigo de la Iglesia Anglicana que fue uno de los fundadores del metodismo. En 2020, en medio de las protestas de George Floyd, la administración de la universidad anunció que la removería debido a la defensa de la esclavitud de Whitefield.

## Historia
George Whitefield fue un evangelista activo en el movimiento metodista de mediados del siglo XVIII. Durante un viaje a las Trece Colonias entre 1739 y 1741, predicó en Filadelfia en un pequeño edificio que había sido construido para ese propósito. Después de los sermones de Whitefield, el edificio sería utilizado por Benjamin Franklin como la ubicación de una nueva institución de educación superior, que eventualmente se convertiría en la Universidad de Pensilvania. Alrededor de 1914, el bicentenario del nacimiento de Whitefield, hubo un impulso para erigir una estatua en su honor. El año anterior, durante una reunión en Nueva York, miembros metodistas de la asociación de exalumnos de la universidad discutieron la posibilidad de erigir una estatua de Whitefield, y al año siguiente el rector de la Universidad de Pensilvania pronunció un discurso en su honor que contribuyó al movimiento. En 1914, se encargó el proyecto a R. Tait McKenzie, escultor y director de educación física de la universidad, y comenzó a trabajar en el diseño de la estatua en 1917. La estatua sería uno de varios que McKenzie haría para la universidad, incluida una estatua de Edgar Fahs Smith y una de Franklin. Al investigar a Whitefield, McKenzie buscó tantos retratos como pudo encontrar del hombre, viajando a Boston y Londres en el proceso. En 1918, se completó la fundición de la estatua y se fijó una dedicatoria para el Día de los alumnos de la universidad, 15 de junio de 1919. En la inauguración, Wallace MacMullen pronunció un discurso que narraba Whitefield y sus contribuciones a la evangelización, mientras un coro tocaba el himno "Para hombres famosos", que incluía versos que honraban a Whitefield. El monumento en su conjunto fue un regalo a la universidad del Comité de Antiguos Alumnos Metodistas.
En 1992, la estatua fue inspeccionada como parte de Save Outdoor Sculpture! proyecto.

### Remoción
El 2 de julio de 2020, la administración de la universidad anunció que se retiraría la estatua de Whitefield. En la declaración emitida por la presidenta de la universidad Amy Gutmann, el rector Wendell Pritchett y el vicepresidente Craig Carnaroli, destacaron el apoyo de Whitefield a la esclavitud y su exitoso impulso para legalizar la esclavitud en la provincia de Georgia. Con respecto a la estatua, afirmaron que "[h]onrarlo con una estatua en nuestro campus es incompatible con los valores fundamentales de nuestra Universidad" y que "no hay absolutamente ninguna justificación para tener una estatua en su honor en Penn". La declaración también señaló que varias otras personas involucradas en la creación y conducción de la universidad habían tenido esclavos, incluido Franklin, pero que, a diferencia de Whitefield, Franklin luego cambió sus opiniones sobre la esclavitud y se convirtió en abolicionista. En el mismo anuncio, la universidad declaró la creación del Grupo de Iconografía del Campus, que estudiaría otras piezas de la iconografía universitaria y reportaría a la administración universitaria. La medida se produjo después del asesinato de George Floyd en medio de las posteriores protestas de George Floyd, que contribuyeron a un ajuste de cuentas racial a nivel nacional en los Estados Unidos. Alrededor de este tiempo, la Universidad de Princeton, otra universidad de la Ivy League, había anunciado que cambiaría el nombre de un edificio que había recibido el nombre del presidente estadounidense Woodrow Wilson debido a sus puntos de vista racistas, mientras que en Filadelfia, una estatua de Frank Rizzo cerca del Ayuntamiento de Filadelfia fue removido debido a sus acciones racistas. Aproximadamente un mes antes de esto, el 19 de junio, The Daily Pennsylvanian (el periódico estudiantil de la universidad) había publicado un artículo de opinión que pedía que se retirara la estatua. Menos de un año antes de esto, el mismo autor había opinado que la estatua debería permanecer, pero con marcadores adicionales que contextualizaran la estatua.

## Diseño
El monumento consiste en una estatua de bronce de Whitefield que mide 2,4 m de alto y 1,1 m de ancho y 0,6 m de largo. Whitefield está de pie, con una Biblia en la mano izquierda y la derecha levantada. Para su representación de Whitefield, McKenzie eligió mostrarlo como un hombre joven. Esta estatua se encuentra sobre un pedestal de tres partes, con la parte superior de piedra caliza con una altura de 1,7 m, la parte central de la piedra de 41,3 cm, y la parte inferior de hormigón y piedra de 13,3 cm. Las partes superior y media del pedestal son hexagonales y tienen un diámetro creciente de arriba abajo, mientras que la parte inferior es redonda con caras planas en la parte delantera y trasera. La base superior tiene inscripciones tanto en el anverso como en el reverso, en el anverso se lee "The Reverend/George/Whitefield/Bachelor of Arts/1736/Pembroke College/Oxford" y en el reverso se lee "Humble Dis-/ciple/of Jesucristo/Elocuente/Predicador del/Evangelio". El monumento también lleva la inscripción "La Universidad de Pensilvania celebró su primera sesión en un edificio erigido para su congregación y fue ayudada por sus colecciones, guiada por su consejo e inspirada por su vida". Se encuentra cerca de los dormitorios Quadrangle.